# Amelie van Württemberg

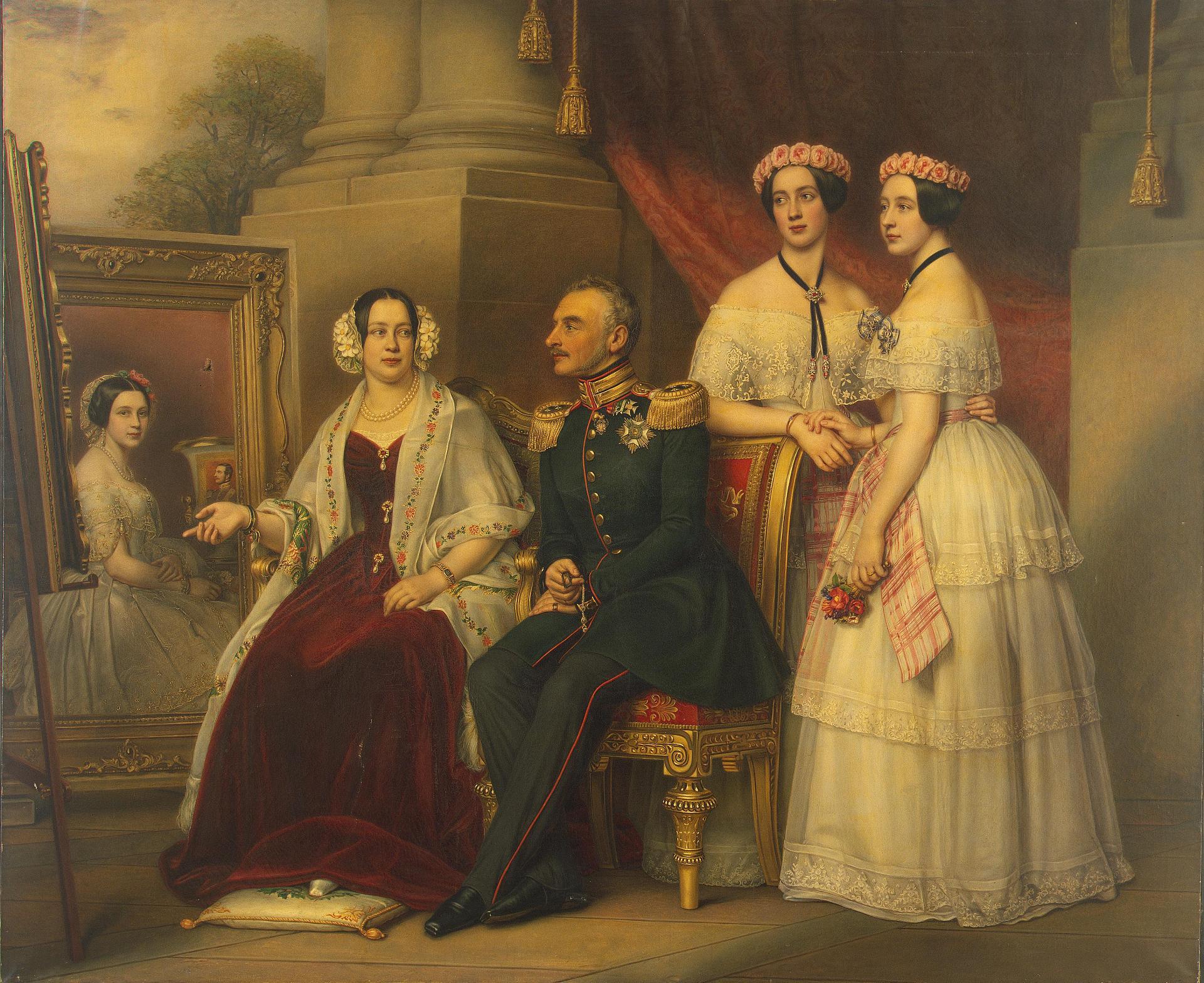
Amelie met haar gezin

Amalie Therese Louise Wilhelmina Philippine (Wallisfurth, 28 juni 1799 – Altenburg, 28 november 1848), hertogin van Württemberg, was een dochter van hertog Lodewijk van Württemberg en prinses Henriëtte van Nassau-Weilburg. 

## Huwelijk en gezin
Ze trouwde op 24 april 1817 te Kirchheim unter Teck, Duitsland, met hertog Jozef van Saksen-Altenburg (1789-1868). Hij was de zoon van hertog Frederik van Saksen-Altenburg en Charlotte Georgine, dochter van Karel II van Mecklenburg-Strelitz. Amalie en Jozef hadden zes kinderen:
- Alexandrine Marie Wilhelmina (1818-1907), getrouwd met George V van Hannover
- Pauline Frederika Henriëtte (1819-1825)
- Henriette Frederika Theresia (1823-1915)
- Elisabeth Pauline Alexandrine (1826-1896), getrouwd met Peter II van Oldenburg
- Elisabeth Alexandra Frederika Henriëtte (1830-1911), getrouwd met Constantijn Nikolajevitsj van Rusland, zoon van tsaar Nicolaas I van Rusland
- Louise Pauline Caroline (1832-1833)

Amalie stierf op 28 november 1848 op 49-jarige leeftijd te Altenburg, Duitsland. Twee dagen later besloot haar echtgenoot af te treden ten gunste van zijn broer George van Saksen-Altenburg. Jozef stierf in 1868 te Altenburg.